# Europeiska unionens tre pelare
Europeiska unionens tre pelare var mellan den 1 november 1993 och den 30 november 2009 ett samlingsnamn för följande tre beståndsdelar av samarbetet inom Europeiska unionen:
- Europeiska gemenskaperna (inbegripet Europeiska gemenskapen, Europeiska atomenergigemenskapen och, fram till dess upplösning den 23 juli 2002, Europeiska kol- och stålgemenskapen)
- Den gemensamma utrikes- och säkerhetspolitiken (Gusp)
- Rättsliga och inrikes frågor (RIF), sedermera polissamarbete och straffrättsligt samarbete (PSS)

## Historia

Europeiska unionens tre pelare

Pelarstrukturen infördes genom Maastrichtfördraget som en konsekvens av att det sedan tidigare överstatliga samarbetet inom Europeiska gemenskaperna kompletterades med mellanstatliga samarbeten inom utrikes- och säkerhetspolitik samt rättsliga och inrikes frågor. Samarbetsformerna varierade kraftigt mellan de tre pelarna. Beslutsfattandet inom den första pelaren reglerades av fördragen om upprättandet av Europeiska gemenskaperna och baserade sig på gemenskapsmetoden, som kännetecknades bland annat av att Europeiska gemenskapernas kommission hade ensamrätt att lägga fram lagförslag, att Europaparlamentet hade viss medbeslutanderätt och att EG-domstolen hade exklusiv behörighet att tolka gemenskapsrätten. I motsats till detta var dessa institutioners befogenheter starkt begränsade inom de övriga två pelarna, som reglerades enbart av fördraget om Europeiska unionen och som istället baserade sig på mellanstatligt samarbete mellan medlemsstaterna inom ramen för enhälligt fattade beslut av Europeiska rådet och Europeiska unionens råd.
Genom Amsterdamfördraget, som trädde i kraft den 1 maj 1999, överfördes gränskontroll-, asyl- och invandringspolitik samt det civilrättsliga samarbetet från rättsliga och inrikes frågor till den överstatliga nivån, medan polissamarbete och straffrättsligt samarbete tillsammans med den gemensamma utrikes- och säkerhetspolitiken förblev en del av det mellanstatliga samarbetet.
Genom Lissabonfördraget, som trädde i kraft den 1 december 2009, avskaffades pelarstrukturen och Europeiska unionen blev en egen juridisk person som ersatte Europeiska gemenskapen. Europeiska atomenergigemenskapen fortsatte dock, som den enda av de ursprungliga tre europeiska gemenskaperna, att existera som en separat organisation, dock styrd av unionens institutioner. Särskilda bestämmelser gäller fortfarande för den gemensamma utrikes- och säkerhetspolitiken, som även efter att Lissabonfördraget trädde i kraft är ett uteslutande mellanstatligt samarbete. Medlemsstaternas möjlighet att lägga fram lagförslag inom polissamarbete och straffrättsligt samarbete vid sidan av kommissionens initiativrätt kvarstår också.